# Římskokatolická farnost Vážany nad Litavou
Římskokatolická farnost Vážany nad Litavou je územní společenství římských katolíků s farním kostelem svatého Bartoloměje ve slavkovském děkanství.

## Historie farnosti
O duchovní správě ve Vážanech je první písemná zmínka z roku 1287. Kostel byl vystavěn v románském styku ve 13. století, obnoven byl v roce 1651, poslední velká oprava se uskutečnila v roce 1909.
Ještě ve 13. století náležely k vážanské farnosti Hrušky, ale tato obec později připadla ke Křenovicím. Od roku 1622 do roku 1658 patřily Vážany pod duchovní správu ve Slavkově. Od roku 1658 se staly součástí šaratické farnosti.
Samostatná farnost ve Vážanech byla obnovena roku 1911, prvním farářem se zde stal dosavadní šaratický kaplan P. Maxmilián Horák.

## Duchovní správci
Od 15. října 2005 do července 2015 zde byl administrátorem excurrendo R. D. PaedDr. Marek Slatinský.Ke dni 1. srpna 2015 byl jako administrátor excurrendo ustanoven R. D. Vít Martin Červenka, OPraem. Počínaje zářím 2018 byl ustanoven duchovním správcem jako administrátor excurrendo D. Mgr. Bc. Petr Pavel Severin, OPraem.
Od srpna 2022 se stal nových duchovním správcem R. D. Mgr. Siard Kamil Novotný, OPraem.

## Bohoslužby
| Kostel              | Místo              | Bohoslužba (den) | Hodina                         | Poznámka     |
| ------------------- | ------------------ | ---------------- | ------------------------------ | ------------ |
| svatého Bartoloměje | Vážany nad Litavou | neděle čtvrtek   | 7.30 18.00 (zima)/19.00 (léto) | Farní kostel |

## Aktivity ve farnosti
Farníci se podíleli na rozsáhlé opravě farního kostela v devadesátých letech 20. století. Pravidelně při bohoslužbách vystupuje farní sbor a schola.
Každoročně se zde koná tříkrálová sbírka. V roce 2016 se při sbírce vybralo 17 409 korun.  V roce 2018 dosáhl výtěžek sbírky 21 605 korun.  Službu varhaníka vykonává Jan Kundera.

## Kněží z farnosti
Z vážanské farnosti pocházejí tito kněží:
- Petr Kosík (1854–1914)
- Jakub Pavelka (1865–1934)
- František Kosík (1870–1917)
- Josef Malík (1869–1944)
- Siard Kamil Novotný, O.Praem. (1974)[7]